# Begeš
Begeš je vrsta kontrabasa, od kojeg se razlikuje po tome što ima pragove na ravnom vratu, sa nižom i ravnom kobilicom, bez žičnjaka (kordara) i svira se velikom kožnom trzalicom. Koristi se uglavnom u tamburaškim orkestrima. Begeš je kafanski sinonim za najveći žičani instrument. 

## Spoljašnje veze
- Tamburaški forum
- Legendarni begešar Crni Steva